# E32
E32 eller Europaväg 32 är en europaväg som går mellan Colchester och Harwich i Storbritannien. Med en längd på 30 kilometer är den en av de kortaste europavägarna. 
Storbritannien deltar inte i samarbetet om europavägar och skyltar inte några. Eftersom UNECE inte har formell makt att tvinga igenom något är det tveksamt om denna europaväg kan sägas existera.
Den följer vägen A120. Vägen är längst i väster fyrfältsväg med planskilda korsningar. Resten av vägen är vanlig landsväg. Den är ganska hårt trafikerad, inte minst av lastbilar.
Vägen ansluter till E30. Harwich är en betydande färjehamn med färjor till Belgien, Nederländerna, Tyskland och Danmark. E32 fortsätter dock inte med någon färja.